# Isidoro Glabas
Isidoro Glabas (em grego: Ἰσίδωρος Γλαβᾶς) foi um bispo metropolita de Salonica entre 1380 e 1384, e novamente de 1386 até sua morte em 11 de janeiro de 1396.

## Vida
Nascido João Glabas em 1341/1342, tornou-se monge em 1 de abril de 1375. Em 25 de maio de 1380, foi nomeado metropolita de Salonica, mas deixou a cidade em 1382, e foi deposto em setembro de 1384. Embora reinstalado em março de 1386, continuou a residir em Constantinopla em vez de sua sé até algum momento entre o verão de 1389 e outubro de 1393, quando retornou para Salonica. Durante sua ausência, a cidade foi conquistada pelos turcos otomanos em 1387, e ele dirigiu-se à Ásia Menor para negociar com eles. Glabas foi um correspondente de Teodoro Potâmio e Demétrio Cidônio, e compôs homílias e estudos sob o cálculo da Páscoa e as fases da lua.